# المحتويات الحالية (قاعدة بيانات)
المحتويات الحالية (بالإنجليزية: Current Contents) هي قاعدة بيانات خدمة تنبيه سريعة من شركة توضيح التحليلات [الإنجليزية]، السابقة هي معهد المعلومات العلمية وتومسون رويترز. تُنشر عبر الإنترنت وفي عدة أقسام مطبوعة مختلفة.

## نظرة تاريخية
صدرت المحتويات الحالية لأول مرة في صيغة ورقية بطبعة واحدة مخصصة فقط لعلم الأحياء والطب. وأضيفت إصدارات أخرى لاحقًا. وفي البداية، كان قاعدة البيانات تتكون ببساطة من استنساخ صفحات العنوان من عدة مئات من المجلات العلمية الكبرى التي راجعها الأقران وتنشر أسبوعياً، مع وجود أعداد أخرى تحتوي على صفحات عناوين من إصدارات المجلات قبل أسابيع قليلة فقط، وهي فترة زمنية أقصر من أي خدمة متاحة في ذلك الوقت. كان هناك فهرس للمؤلفين وفهرس بسيط للموضوعات المفتاحية فقط. ووفرت عناوين المؤلفين بحيث يمكن للقراء إرسال طلبات إعادة طباعة للحصول على نسخ من المقالات الفعلية.

## الوضع الحالي
لا تزال تصدر النسخة المطبوعة، وهي متاحة كأحد قواعد البيانات المدرجة في شبكة العلوم التابعة لشركة توضيح التحليلات [الإنجليزية] مع التحديثات اليومية، وكذلك من خلال مجمعات البيانات الأخرى.

### الإصدارات
إصدارات "المحتويات الحالية" المنشورة هي كما يلي.
- المحتويات الحالية العلوم الزراعية والبيولوجية والبيئية
- المحتويات الحالية الفنون والعلوم الإنسانية
- المحتويات الحالية الممارسة السريرية
- هندسة المحتويات الحالية والتكنولوجيا والعلوم التطبيقية
- المحتويات الحالية علوم الحياة
- المحتويات الحالية الكيميائية الفيزيائية وعلوم الأرض
- المحتويات الحالية العلوم الاجتماعية والسلوكية

## مجموعاتالمحتويات الحالية
تصدر "مجموعات المحتويات الحالية" إصدارين مختلفين. هذه هي مجموعة الإلكترونيات والاتصالات ومجموعة الأعمال. تقوم هذه المجموعات بفهرسة المجلات العلمية، والمنشورات التجارية، وكذلك المنشورات المتعلقة بالأعمال التجارية والصناعية.
تضم مجموعة الأعمال ما يقرب من 240 مجلة ومنشورًا تجاريًا ذا صلة بإدارة الأعمال ونظرية الإدارة وممارساتها. تشمل التغطية المجالات الموضوعية العامة للأعمال والاقتصاد وعلاقات الموظفين والموارد البشرية والإدارة والتنظيم والتسويق والاتصالات التجارية.
تقوم مجموعة الإلكترونيات والاتصالات بفهرسة حوالي 210 مجلة ومنشورات تجارية ذات صلة بالبحث والتكنولوجيا المتقدمة المتعلقة بصناعة الإلكترونيات. تشمل التغطية المجالات الموضوعية العامة للإلكترونيات، والهندسة الكهربائية، والبصريات، وأبحاث الليزر، وتكنولوجيا الليزر، وأشباه الموصلات، وتكنولوجيا المواد الصلبة، وتكنولوجيا الاتصالات.

## مقالات ذات صلة
- جوجل سكولار